# Allium pseudoampeloprasum
Allium pseudoampeloprasum — вид трав'янистих рослин родини амарилісові (Amaryllidaceae), поширений у Західній Азії.

## Поширення
Поширення: Закавказзя, Туреччина.

## Використання
Всі частини рослини використовуються в багатьох стравах. Також застосовується зовні при загоєнні ран.